# Vasile Deheleanu
Vasile Deheleanu, né le 12 août 1908 en Autriche-Hongrie (aujourd'hui en Roumanie) et mort le 30 avril 2003, était un joueur de football roumain qui jouait au poste de milieu de terrain.

## Biographie
En club, il évolue durant sa carrière dans le championnat de Roumanie dans l'équipe du Ripensia Timișoara.
Avec l'équipe de Roumanie, il est sélectionné par les deux entraîneurs Josef Uridil et Costel Rădulescu pour participer à la coupe du monde 1934 en Italie. Lors de la compétition, la sélection est éliminée au 1er tour par l'équipe de Tchécoslovaquie sur un score de 2 buts à 1 en huitièmes-de-finale.